# Anton Kolig
Anton Kolig (1. července 1886, Nový Jičín – 17. května 1950, Nötsch im Gaital, Korutany) byl rakouský malíř 20. století.

## Životopis
Studoval na Kunstgewerbeschule a Akademii výtvarných umění ve Vídni. 
V roce 1912 získal stipendium na cestu do Francie. V roce 1921 byla založena „Gailtalská dívčí škola“, v níž měly být realizovány jeho návrhy výšivek. V roce 1924 uzavřel smlouvu s obchodníkem s uměním A. Flechtheimem o dodávkách obrazů, které odjel malovat do Itálie. Na výstavě v Düsseldorfu v roce 1927 obdržel za portrét generála Gottfrieda Seibta zlatou medaili německého umění. Následovaly zakázky fresek pro krematorium ve Vídni a pro koncertní síň festivalů v Salzburgu (série koberců a mozaika nad vchodem „Strom života ohrožený vášněmi“, 1927). 
V letech 1918–1928 maloval v Nötschi, spolu se Sebastianem Iseppem, Franzem Wiegelem a Antonem Mahringerem, kde položili základy tzv. Nötschské školy rakouského malířství 20. století. 
Z možností pedagogické činnosti na akademiích v Praze, Karlsruhe a Stuttgartu si vybral Stuttgart, kde vyučoval v letech 1928–1943.
V letech 1930 a 1931 namaloval v Klagenfurtu fresky na fasádu domu, společně se svým synem Thaddäusem Koligem a studenty ze Stuttgartu. Ve Stuttgartu se v roce 1936 se zúčastnil kolektivní výstavy a jeho díla byla odměněna Rakouskou státní cenou. 
V roce 1943 se Kolig opět vrátil do Nötsche. Při bombardování v prosinci 1944 tam byl zasypán troskami svého domu, zůstala mu omezená pohyblivost a přišel o ateliér i s některými díly. V Nötschi zůstal až do své smrti. 

## Význam díla
Kolig se narodil v témže roce jako Oskar Kokoschka, s nímž ve Vídni studoval, a také jeho malířský expresionismus s ním bývá srovnáván, hlavně pro zářivou barevnost a pastózní vrstvení barev. Liší se ústředními tématy: Kolig preferuje mužský akt, dovedený až do extrému, motivy stání, sezení, předklánění i dřepu. 
Neváhal mužský akt (jen s bederní rouškou) zařadit i do vyobrazení archandělů okolo Panny Marie. Jeho freska "Madona mezi anděly" (z let 1927 až 1929) na vnější zdi farního kostela svatého Kanziana v Saaku (místní části města Nötsch im Gailtal) je na svou dobu odvážným počinem. Sloužila jako náhrobní obraz ke hrobu na farním hřbitově, snad měla vyjadřovat životní názor zemřelého.    
Kolig se soustředil se na fyzickou existenci člověka, eliminoval prostor kolem  něj i krajinu. Nejraději jako pozadí svých obrazů používal zrcadlo. Maloval také zátiší a portréty a vytvořil množství kreseb. Přidal téma nahé tanečnice, ve zkratce, jakoby opuštěné. Díla tohoto pozdního desetiletí určovaly dva póly: návrhy opony pro Salzburg a okna katedrály sv. Štěpána. Prožíval tragédii zkázy svých dělːFresky, knimž se, stejně jako Marées, cítil po celý život být povolán, byly ve válce zničeny, stejně jako velká mozaika v Salcburském festivalovém sále. Návrhy na koberce nebyly nikdy utkány, ani okno katedrály sv. Štěpána nebylo realizováno.

## Galerie

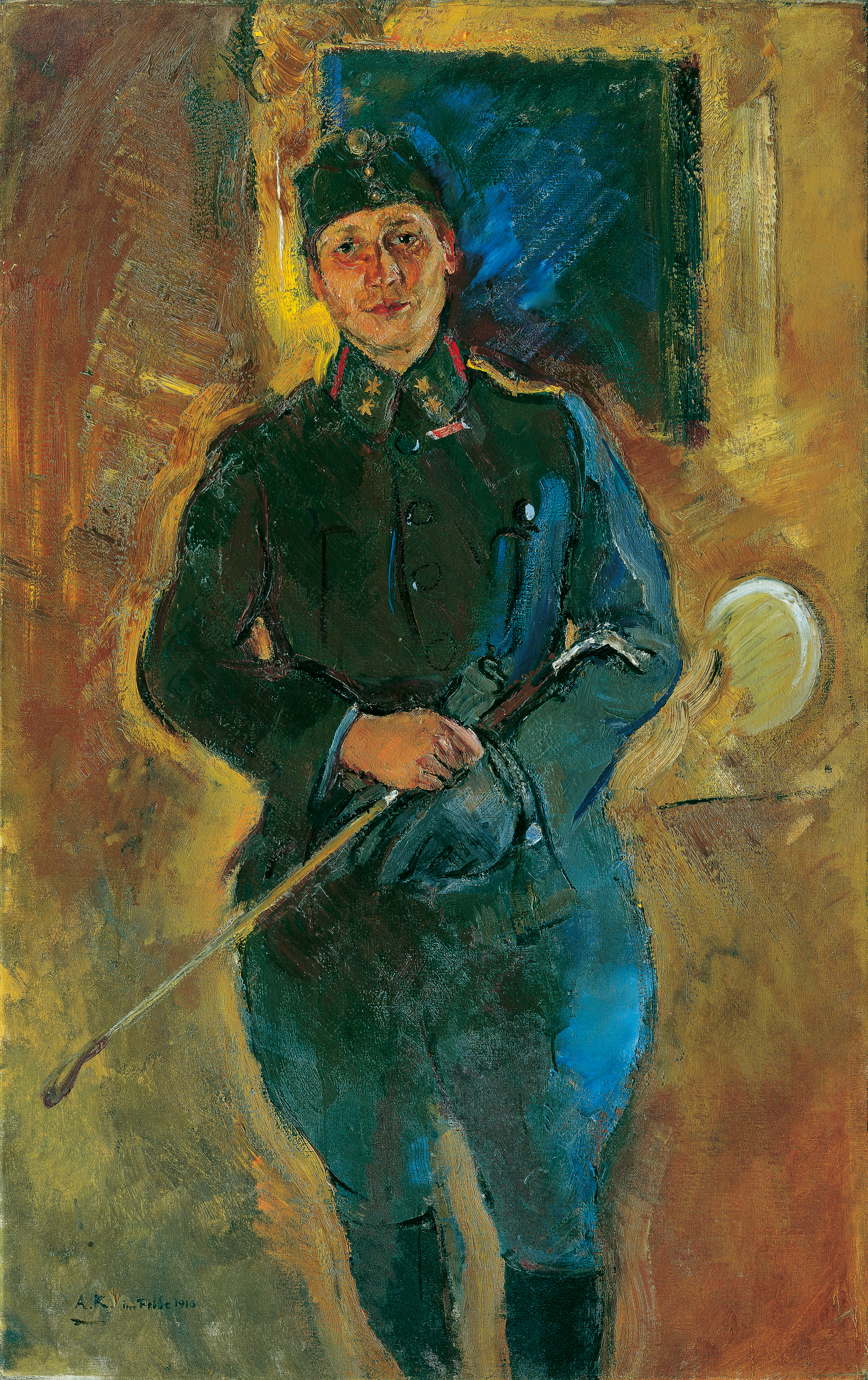
Otto von Aichelburg-Zossenegg (1916)
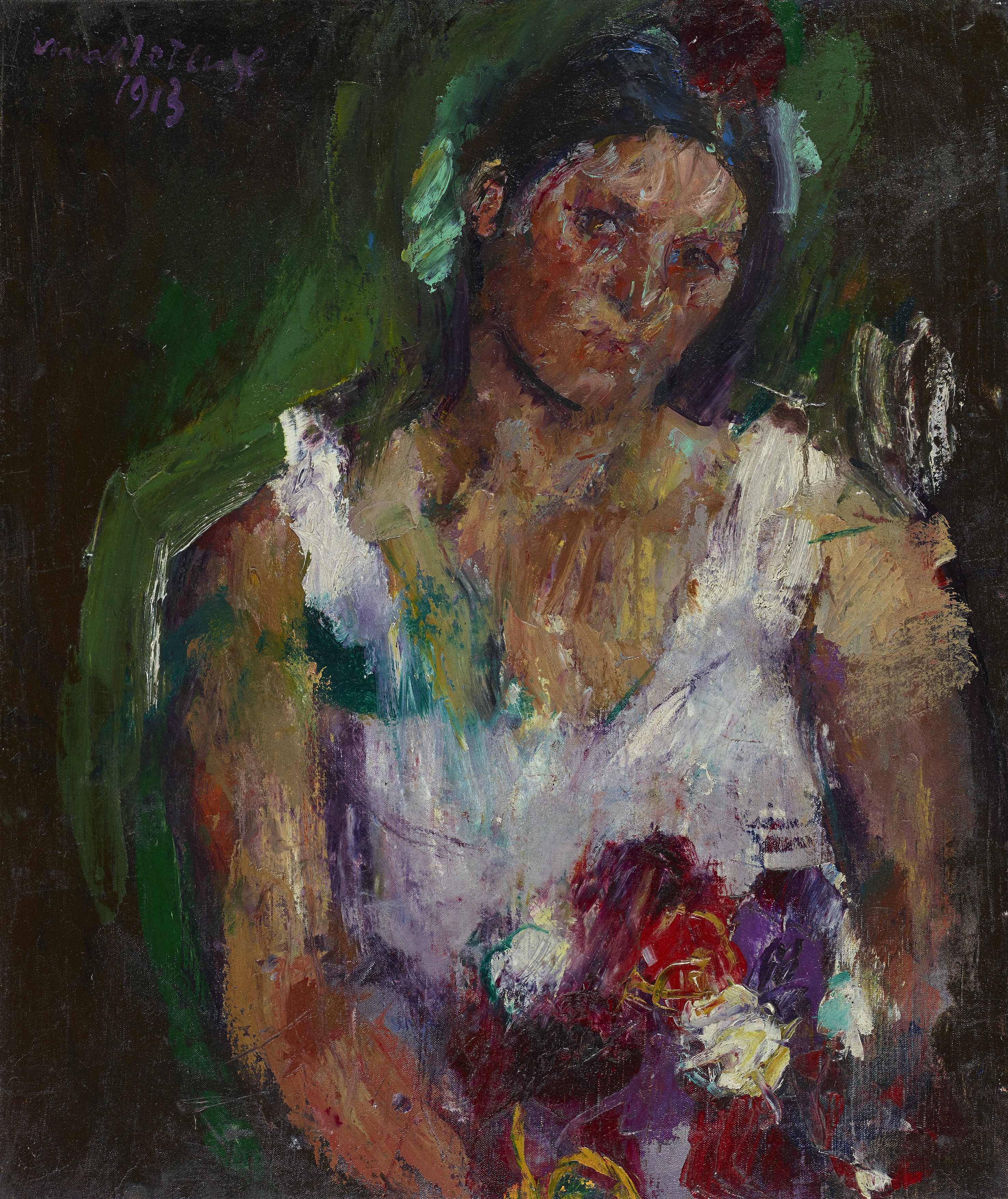
Manželka s kyticí květin
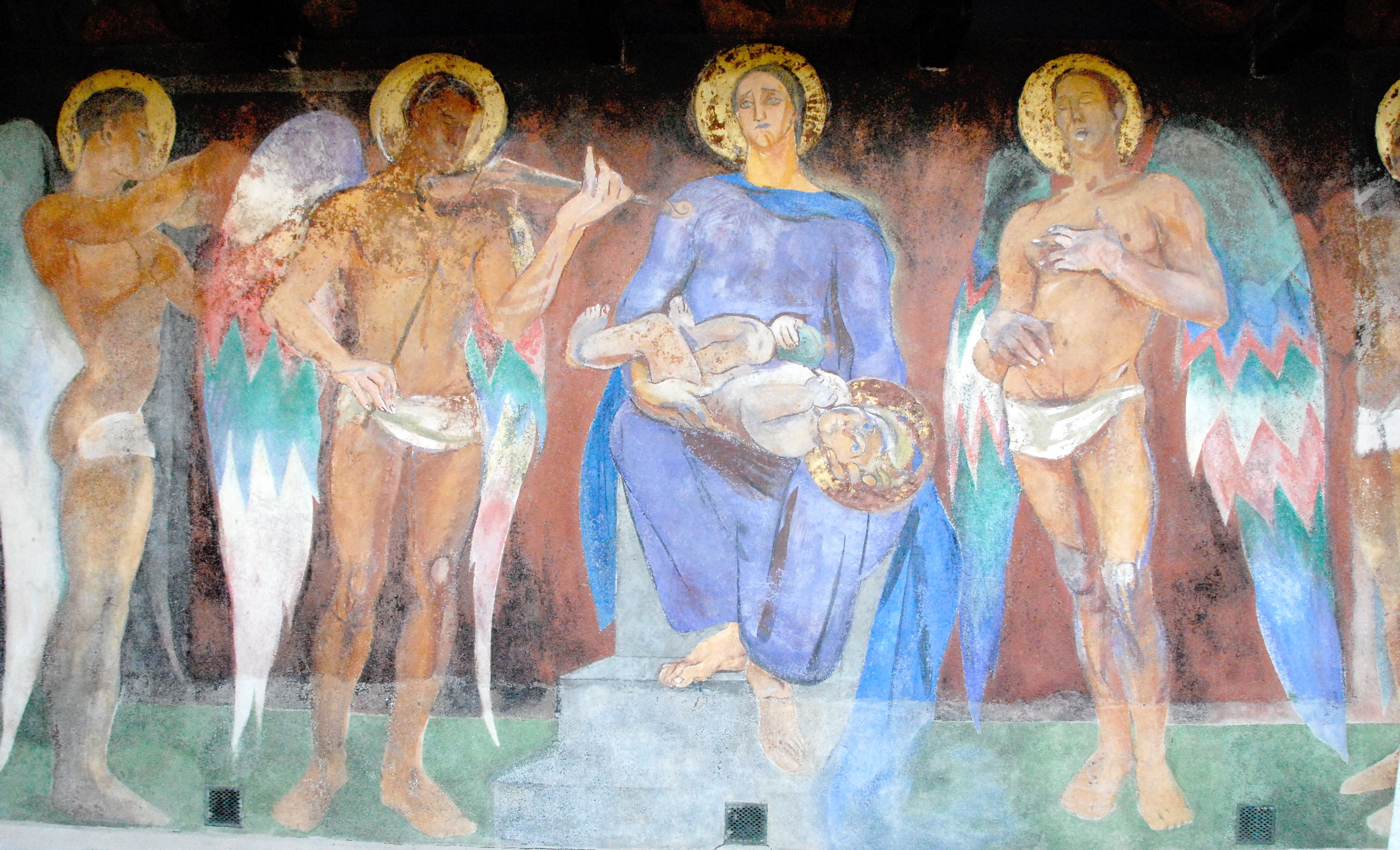
Madona s dítětem mezi anděly (1927-29), freska, Nötsch
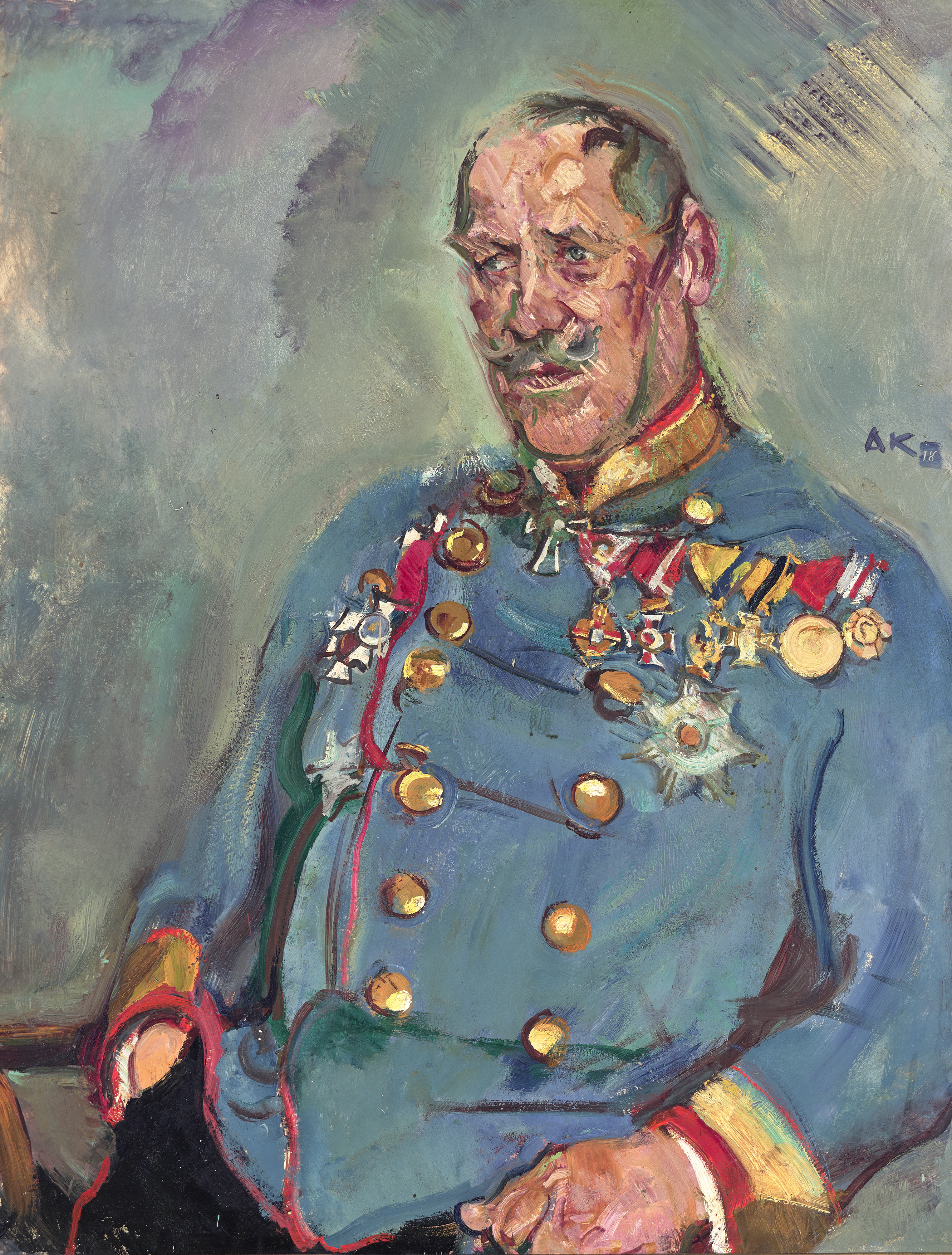
Portrét generála Seibta
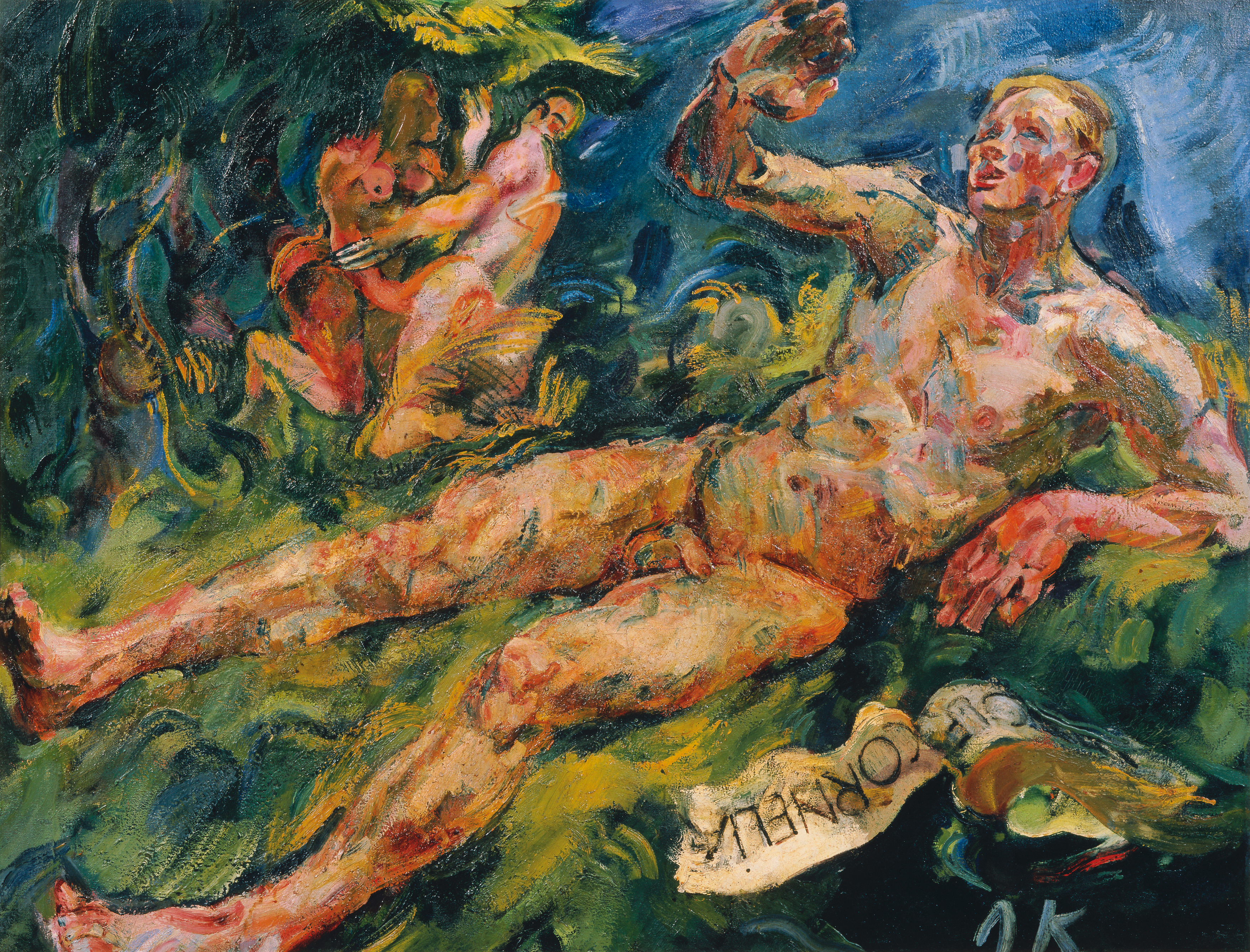
Mužský akt "Nářek"
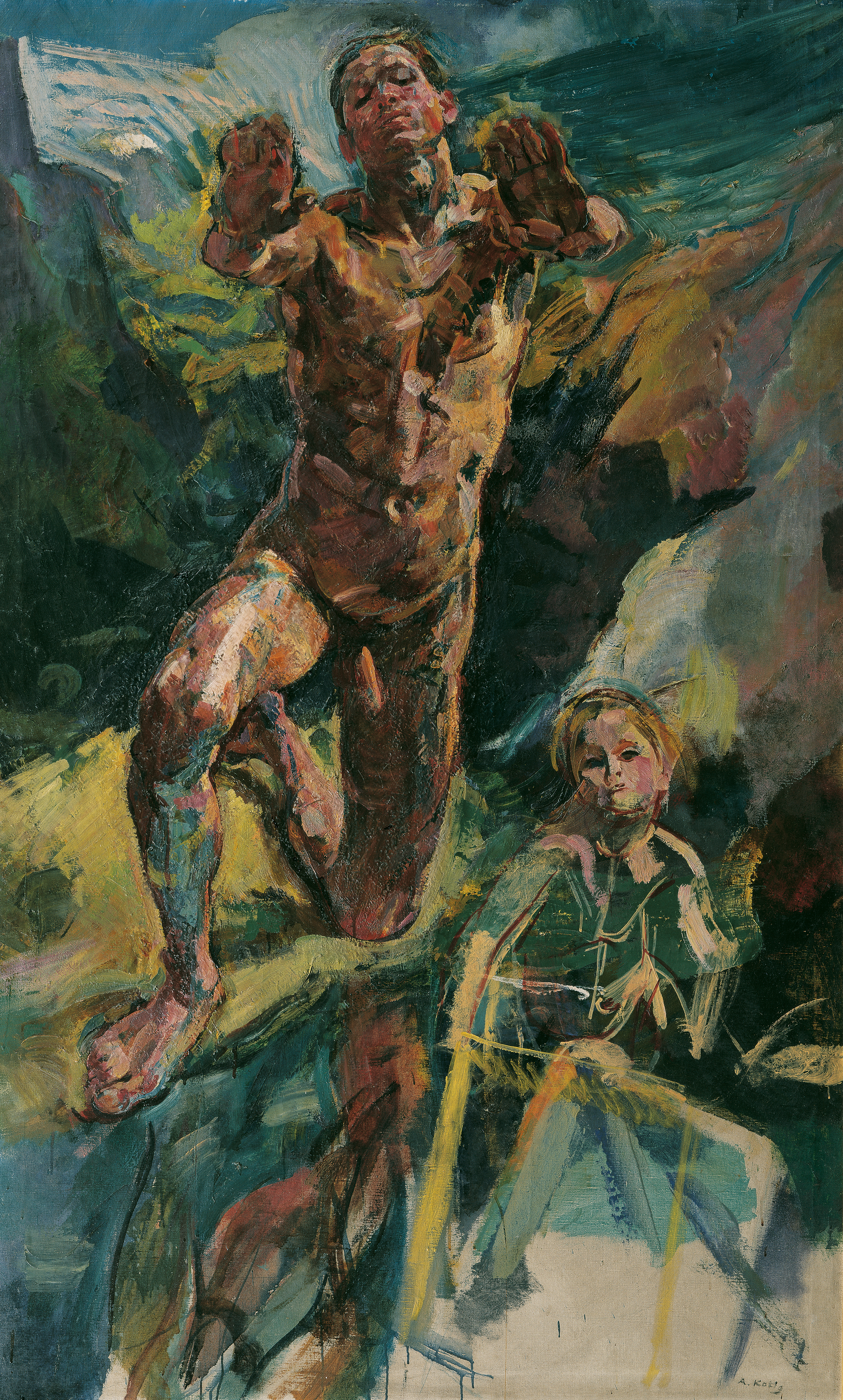
Mužský akt "Touha"